# Стефан Костадинов (футболист, р. 1984)
Стефан Костадинов е български футболист, нападател, който се състезава за Ботев (Пловдив). Костадинов е юноша на Ботев и е син на една от легендите на клуба Костадин Костадинов. Стефан Костадинов започва с мъжете на Ботев от 2003 и до 2006 е в родния си клуб с леко прекъсване през 2005 г. под наем в Родопа (Смолян). През 2006 той преминава в Рилски спортист (Самоков), където се задържа един сезон. През сезон 2007/2008 е вече в Пирин (Благоевград), а през сезон 2008/2009 в Нафтекс (Бургас). След това обаче следва много тежка контузия на коляното, която го изважда от игра доста време. През лятото на 2010 г. той се завръща в родния Ботев и дори му е поверена капитанската лента, но още в третия кръг получава нова тежка контузия в коляното, която го вади до края на сезона от игра. Костадинов може да играе като централен нападател и крило.